# Bösingen, Fribourg
Bösingen är en ort och kommun i distriktet Sense i kantonen Fribourg, Schweiz. Kommunen har 3 341 invånare (2023).
Från 1953 till 1962 hette kommunen Grossbösingen.